# Serjania
Serjania es un género  de plantas de la familia de las sapindáceas. Contiene 323 especies

## Especies seleccionadas
- Serjania acapulcensis
- Serjania acoma
- Serjania aculeata
- Serjania acuminata
- Serjania acupunctata
- Serjania acuta
- Serjania acutidentata
- Serjania acutifolia
- Serjania brevipes Benth.
- Serjania diversifolia (Jacq.) Radlk. - bejuco de corrales, bejuco de zarcillo.[1]
- Serjania lucida Schum. - bejuco colorado de Cuba[1]
- Serjania mexicana (L.) Willd. - zarcillo de Caracas, quauhmecatl.[1]
- Serjania paniculata Kunth - bejuco de corrales, bejuco de zarcillo.[1]
- Serjania pteleifolia Diels